# Iskra (Kaliningrad)
Iskra (russisch Искра, deutsch Kindschen, 1928 bis 1945 Groß Kindschen, litauisch Kinčiai) ist ein Ort in der russischen Oblast Kaliningrad. Er gehört zur kommunalen Selbstverwaltungseinheit Stadtkreis Neman im Rajon Neman.

## Geographische Lage
Iskra liegt vier Kilometer südwestlich der Kreisstadt Neman (Ragnit) an der Kommunalstraße 27K-067, die Neman mit Schilino (Szillen) verbindet. Die Straße teilt den Ort, in dessen Osten das frühere Gutshaus mit Park stand, im Westen dagegen der Wirtschaftsbetrieb. Die nächste Bahnstation ist Artjomowka (Argeningken/Argenau) an der derzeit außer Betrieb gesetzten Bahnstrecke Tschernjachowsk–Sowetsk (Insterburg–Tilsit).

## Ortsname
Der russische Ortsname heißt übersetzt „Funke“. Vor 1946 gab es zwei Kilometer südlich einen weiteren Ort namens „Kindschen“, der – zum Kirchspiel der Kirche Szillen gehörig – zur Unterscheidung als „Dorf“ und nicht wie das zur Kirche Ragnit gehörige und spätere „Groß Kindschen“ als „Gut“ bezeichnet wurde. Er ist heute nicht mehr existent.

## Geschichte
Der ehemals Kindschen genannte Ort war vor 1945 ein Dorf mit einem sehr großen Gutsbetrieb.
Als erstes Herrengeschlecht auf Gut Kindschen wurde die wendische Familie Eichholz genannt. Es folgten im 17. Jahrhundert die Familie von Gattenhofem, Fraf Geßler und Erbtruchsess zu Waldenburg. 1759 erwarb Amtsrat Chr. Fr. Müller das Gut. Seine einzige Tochter Charlotte (nach ihr wurde das Vorwerk „Charlottenwalde“ benannt) heiratete J. Wilhelm von Sanden. 1852 wurde das Gut an die Familie Kaeswurm aus Puspern (heute russisch: Lomowo) verkauft. Deren Nachfahren waren ab 1919 Eigentümer als Erbengemeinschaft.
Am 15. April 1874 wurde Kindschen Amtsdorf und namensgebend für einen neu errichteten Amtsbezirk im Kreis Ragnit im Regierungsbezirk Gumbinnen der preußischen Provinz Ostpreußen. 1922 trat der Amtsbezirk zum Landkreis Tilsit-Ragnit und wurde selber 1931 in „Amtsbezirk Groß Kindschen“ umbenannt.
Im Jahre 1910 waren in Gut Kindschen mit seinen Ortsteilen Charlottenwalde (russisch: Schirokodolje), Mühlenkrug, Schaudinnen (1938 bis 1946: Schauden, russisch: Wsgorje) und Stiemerau insgesamt 195 Einwohner gemeldet.
Am 30. September 1928 schlossen sich die Landgemeinde Schaudinnen und die Gutsbezirke Charlottenwalde und Kindschen zur neuen Landgemeinde Groß Kindschen zusammen. Die Zahl der Einwohner stieg bis 1933 auf 302 und belief sich 1939 auf 274.
In Folge des Zweiten Weltkrieges kam Groß Kindschen mit dem nördlichen Ostpreußen zur Sowjetunion. Der Ort erhielt 1947 die russische Bezeichnung „Iskra“ und wurde gleichzeitig in den Dorfsowjet Petrowski selski Sowet im Rajon Sowetsk eingeordnet, dem späteren Rakitinski selski Sowet im Rajon Neman. Später gelangte der Ort in den Dorfbezirk Mitschurinski selski okrug. Von 2008 bis 2016 gehörte Iskra zur städtischen Gemeinde Nemanskoje gorodskoje posselenije und seither zum Stadtkreis Neman.

### Amtsbezirk Kindschen/Groß Kindschen (1874–1945)
Zwischen 1874 und 1945 bestand der Amtsbezirk Kindschen, der 1931 in „Amtsbezirk Groß Kindschen“ umbenannt wurde. Zu ihm gehörten ursprünglich neun, am Ende noch sieben Dörfer:
| Name                              | Änderungsname 1938 bis 1946 | Russischer Name             | Bemerkungen                                      |
| --------------------------------- | --------------------------- | --------------------------- | ------------------------------------------------ |
| Brohnen                           |                             |                             |                                                  |
| Groosten                          |                             | Gorkino                     |                                                  |
| Gudgallen, Landgemeinde           | Großfelde                   | Gudkowo                     |                                                  |
| Gudkowo, Gutsbezirk Remontedepot  |                             |                             |                                                  |
| Jonienen                          | Tilsenau                    | Otwaschnoje, jetzt: Gudkowo |                                                  |
| Kindschen ab 1928: Groß Kindschen |                             | Iskra                       |                                                  |
| Schaudinnen                       | Schauden                    | Wsgorje                     | 1928 nach Groß Kindschen eingegliedert           |
| Steireggen                        |                             |                             |                                                  |
| Wallullen                         | Wallenfelde                 |                             |                                                  |
| vor 1881: Charlottenwalde         |                             | Schirokodolje               | 1928 nach Groß Kindschen eingegliedert           |
| vor 1881: Gudgallen, Gutsbezirk   |                             |                             | 1928 in die Landgemeinde Gudgallen eingegliedert |

## Kirche
Mit seiner mehrheitlich evangelischen Bevölkerung war das Gut Kindschen/Groß Kindschen vor 1945 in das Kirchspiel der Kirche Ragnit eingepfarrt und gehörte somit zur Diözese Ragnit im Kirchenkreis Tilsit-Ragnit innerhalb der Kirchenprovinz Ostpreußen der Kirche der Altpreußischen Union. Heute liegt Iskra im weitflächigen Einzugsbereich der neu entstandenen evangelisch-lutherischen Gemeinde in Sabrodino (Lesgewangminnen, 1938 bis 1946 Lesgewangen). Sie ist Teil der Propstei Kaliningrad (Königsberg) der Evangelisch-lutherischen Kirche Europäisches Russland.